# TK/KN-19
La carretera prefectural 19 (東京都道・神奈川県道19号町田調布線, Tōkyōto-dō Kanagawa kendō 19-gō Machida Chōfu-sen) és una carretera prefectural de primera classe compartida entre les prefectures de Tòquio i Kanagawa, comunicant les ciutats de Machida i Chōfu, ambdues localitzades a Tòquio.
La TK/KN-19 té una llargària total de 20,6 quilòmetres. Les seccions del recorregut a Tòquio i a Kanagawa tenen una llargària de 18.850 i 1.796 metres respectivament. En la major part de la carretera, aquesta rep el nom de "camí de Tsurukawa" (鶴川街道, Tsurukawa kaidō). La via enllaça amb la KN/TK-9, TK-12 i TK-18, entre d'altres, al llarg del seu recorregut.
El recorregut de la carretera 19 comença a la ciutat de Machida, al sud del Tòquio Occidental. Després, sempre en direcció sud, arriba fins al districte d'Asao, a la ciutat de Kawasaki, Kanagawa. Des d'ací, la carretera torna a anar en direcció nord fins a arribar a la ciutat d'Inagi, ja a Tòquio. Una vegada a Inagi i continuant en direcció nord, la via arriba al seu punt de termini, la ciutat de Chōfu.